# Rebelión de Monmouth

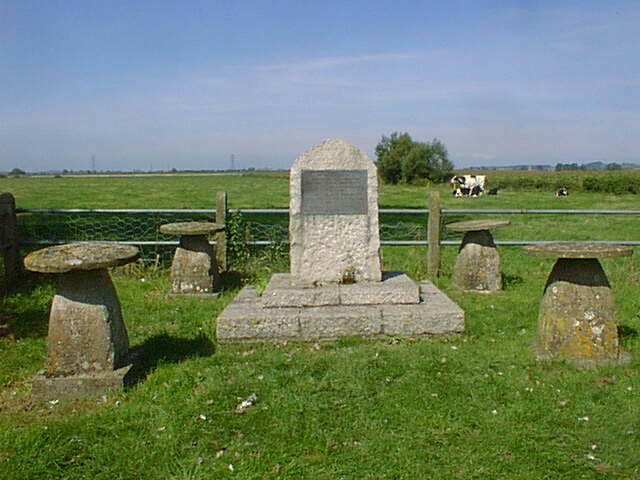
Monumento a la batalla de Sedgemoor.

La Rebelión de Monmouth de 1685, también conocida como la Rebelión de Pitchfork, fue un intento de derrocar a Jacobo II quien se había convertido en rey de Inglaterra a la muerte de su hermano mayor Carlos II el 6 de febrero de 1685. Jacobo II era impopular debido a que era católico y muchas personas se oponían a un rey "papista". James Scott, primer duque de Monmouth, un hijo ilegítimo de Carlos II, afirmaba ser el verdadero heredero al trono e intentó reemplazar a Jacobo II.
La rebelión terminó con la derrota de las fuerzas de Monmouth en la batalla de Sedgemoor el 6 de julio de 1685. Monmouth fue ejecutado por traición el 15 de julio y muchos de sus seguidores fueron ejecutados o deportados a penales en los juicios "Bloody Assizes" del juez Jeffreys.

## Duque de Monmouth

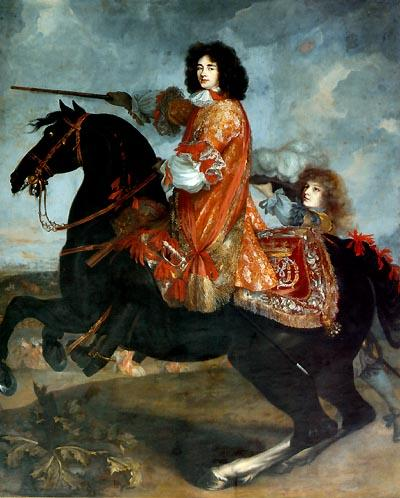
James Scott, primer duque de Monmouth.

Monmouth fue un hijo ilegítimo de Carlos II. Existen rumores de que Carlos se casó con la madre de Monmouth, Lucy Walter, pero no se presentó evidencia, y Carlos siempre dijo que solo tuvo una esposa, Catalina Enriqueta de Braganza.
Monmouth era un protestante. Había sido nombrado comandante en jefe del Ejército Británico por su padre en 1672 y Capitán General en 1678, logrando algunos éxitos en los Países Bajos durante la tercera guerra anglo-neerlandesa.  La reputación militar de Monmouth y su protestantismo lo convirtieron en una figura popular en Inglaterra. Se realizó un intento en 1681 de aprobar la Exclusion Bill como ley para excluir de la sucesión a Jacobo Stuart, hermano de Carlos II, y sustituirlo con Monmouth, pero Carlos superó a sus oponentes y disolvió el Parlamento por la última vez. Después del complot para asesinar tanto a Carlos como a Jacobo, Monmouth se exilió a sí mismo en Holanda y reunió partidarios en La Haya.

## De Lyme Regis a Sedgemoor
En mayo de 1685, Monmouth partió hacia el Sudoeste de Inglaterra, una región fuertemente protestante, con tres pequeñas naves y 1500 mosquetes. Llegó con 82 partidarios, y reunió alrededor de 300 hombres, en Lyme Regis en Dorset para el 11 de junio. A Monmouth le habían prometido un gran ejército y apoyo total por parte de sus seguidores en La Haya, pensando que al llegar sería capaz de marchar sin oposición alguna a Londres. El rey Jacobo fue rápidamente advertido de la llegada de Monmouth: dos oficiales de Lyme llegaron a Londres el 13 de junio, habiendo recorrido a caballo a toda prisa unos 320 kilómetros.
En lugar de marchar a Londres, Monmouth se dirigió al norte hacia Somerset y el 14 de junio se enfrentó con la milicia de Dorset en Bridport, donde muchos milicianos desertaron para unirse al ejército de Monmouth, antes de que tuviera lugar otra escaramuza el día siguiente en Axminster. Los reclutas extras se unieron al grupo desorganizado que, para entonces, contaba con alrededor de 6000, mayormente artesanos y agricultores inconformistas, armados con herramientas de granja: un famoso adepto fue un joven  Daniel Defoe. 
Monmouth se declaró a sí mismo rey y fue coronado en Chard, Somerset y fue sujeto de más coronaciones en Taunton el 20 de junio de 1685 cuando la corporación de Taunton fue hecha testigo del evento, para estimular el apoyo de la alta burguesía. Luego, continuó hacia el norte, via Shepton Mallet (el 23 de junio). Mientras tanto, la Marina Real Británica capturó los navíos de Monmouth, cortando toda esperanza de escape al continente.